# NGC 4673
NGC 4673 (други обозначения – UGC 7933, MCG 5-30-73, MK 656, ZWG 159.70, PGC 43008) е елиптична галактика (E1) в съзвездието Косите на Вероника.
Обектът присъства в оригиналната редакция на „Нов общ каталог“.